# Eureka (Californien)
 For alternative betydninger, se Eureka. (Se også artikler, som begynder med Eureka)
Eureka er en amerikansk by og administrativt centrum i det amerikanske county Humboldt County, i staten Californien. I 2006 havde byen et indbyggertal på 25.435.

## Ekstern henvisning
- Eurekas hjemmeside Arkiveret 9. februar 2014 hos  Wayback Machine (engelsk)

40°48′07″N 124°09′49″V / 40.8019°N 124.1636°V